# Jajó (paroisse civile)
Pour les articles homonymes, voir Jajo.
Jajó est l'une des six paroisses civiles de la municipalité d'Urdaneta dans l'État de Trujillo au Venezuela. Sa capitale est Jajó.